# Шейновец
Шейновец е връх, който се намира в източния дял на Родопите, на територията на община Любимец, североизточно от с. Вълче поле, община Любимец и югозападно от с. Мезек, община Свиленград, в близост до българо-гръцката граница. Надморска височината – 703,6 m. Върхът е известен сред местното население още с турското си име Курт кале – в превод „вълчата крепост“.
Тук на 5 октомври 1912 г. става първото сражение в Балканската война. В него загиват 14 от охраняващите котата войници от 30-и Шейновски полк, дал името на върха. На самия връх има издигнат паметник в памет на загиналите. Днес на върха се издига телевизионна кула с височина над 100 метра, която се забелязва отдалече. При хубаво и ясно време от върха се вижда Бяло море в Гърция. До самия връх може да се стигне с автомобил като се мине през село Мезек. Пътят е в добро състояние, единственият му недостатък е, че на места е стръмен и доста тесен.
Недалеч от него в югоизточна посока се намира връх Сарабурун, в подножието на който през 1952 се е провело най-голямото сражение в историята на Гранични войски между граничари и диверсантска група, опитваща се да премине в Гърция. В сражението групата е унищожена, но трима граничари: мл. сержант Асен Илиев, ефр. Георги Стоименов и редник Стоил Косовски – загиват.